# Хилдепранд (Сполето)
Вижте пояснителната страница за други личности с името Хилдепранд.
Хилдепранд (Hildeprand) е последният лангобардски херцог на Сполето през 774 – 788 г.

## Биография
Хилдепранд е избран от лангобардите за херцог през юни 774 г. след Теодиций, който е убит при Обсадата на Павия (773 – 774). Хилдепранд отива при съюзника си папа Адриан I.
През януари 776 г. Хилдепранд (Hildeprandus gloriosus et summus dux ducatus Spoletani) прави дарения на абатството на Фарфа. През 779 г. Сполето минава под властта на франките, когато Хилдепранд се намирал в двора на Карл Велики.
След него херцог на Сполето става франкът Винигес (789 – 822).